# To Know You Is to Love You
To Know You Is to Love You è un album di B.B. King, pubblicato nel 1973.

## Tracce
Lato A
1. I Like to Live the Love
2. Respect Yourself
3. Who Are You
4. Love
5. I Can't Leave

Lato B
1. To Know You Is to Love You
2. Oh To Me
3. Thank You for Loving the Blues